# Nemzeti Bajnokság I 1911-12
La Nemzeti Bajnokság I 1911-12 fue la 11.ª edición del Campeonato de Fútbol de Hungría. El campeón fue el Ferencvárosi TC, que conquistó su séptimo título de liga. El goleador fue Imre Schlosser del Ferencvárosi TC por cuarta vez consecutiva. Se otorgaron dos puntos por victoria, uno por empate y ninguno por derrota.

## Tabla de posiciones
|    | Equipo            | PJ | PG | PE | PP | GF | GC | DG  | Pts | Notas      |
| -- | ----------------- | -- | -- | -- | -- | -- | -- | --- | --- | ---------- |
| 1  | Ferencvárosi TC   | 18 | 14 | 2  | 2  | 74 | 17 | +57 | 30  | Campeón    |
| 2  | MTK               | 18 | 9  | 4  | 5  | 38 | 22 | +16 | 22  |            |
| 3  | Budapesti AK      | 18 | 8  | 4  | 6  | 36 | 36 | 0   | 20  |            |
| 4  | Magyar AC         | 18 | 8  | 3  | 7  | 37 | 39 | -2  | 19  |            |
| 5  | Terézvárosi TC    | 18 | 7  | 3  | 8  | 24 | 43 | -19 | 17  |            |
| 6  | Törekvés SE       | 18 | 7  | 2  | 9  | 25 | 25 | 0   | 16  |            |
| 7  | Nemzeti SC        | 18 | 7  | 2  | 9  | 26 | 39 | -13 | 16  |            |
| 8  | Budapesti TC      | 18 | 6  | 3  | 9  | 29 | 30 | -1  | 15  |            |
| 9  | 33 FC             | 18 | 5  | 3  | 10 | 16 | 34 | -18 | 13  |            |
| 10 | III. Kerületi TVE | 18 | 5  | 2  | 11 | 25 | 45 | -20 | 12  | Descendido |

PJ = Partidos jugados; PG = Partidos ganados; PE = Partidos empatados; PP = Partidos perdidos; GF = Goles a favor; GC = Goles en contra; DG = Diferencia de gol; Pts = Puntos